# ریوکا راویتس
ریوکا راویتس (عبری: רבקה רביץ‎، متولد ۱۹۷۶) یک مدیر سیاسی حریدی اسرائیلی است. از سال ۱۹۹۹، او برای سیاستمدار اسرائیلی روون ریولین، ابتدا به عنوان رئیس دفتر و مشاور مبارزات انتخاباتی و از زمان انتخاب وی به عنوان رئیس‌جمهور اسرائیل در سال ۲۰۱۴، به عنوان رئیس ستاد وی کار کرده‌است. او به دلیل اینکه مادر ۱۲ فرزند حریدی در یک موقعیت سیاسی برجسته است، پوشش رسانه ای گسترده‌ای دریافت کرده‌است.

## سنین جوانی و تحصیل
او در سال ۱۹۷۶ در اسرائیل از پدر و مادر مهاجر آمریکایی به دنیا آمد. او دومین نفر از ۱۰ خواهر و برادر است. وی در مدرسه ابتدایی و دبیرستان در سیستم مدرسه بیس یاکوف شرکت کرد، و با مدرک تدریس انگلیسی فارغ‌التحصیل شد.
بعدها، پس از چندین سال کار برای روون ریولین در کنست، او مدرک مدیریت و علوم کامپیوتر را در دانشگاه آزاد اسرائیل دریافت کرد. سپس مدرک مدیریت ارشد کسب‌وکار را در آن مؤسسه به دست آورد، و از سال ۲۰۱۷، در حال کار بر روی مدرک دکترای سیاست عمومی در دانشگاه حیفا است.

## حرفه

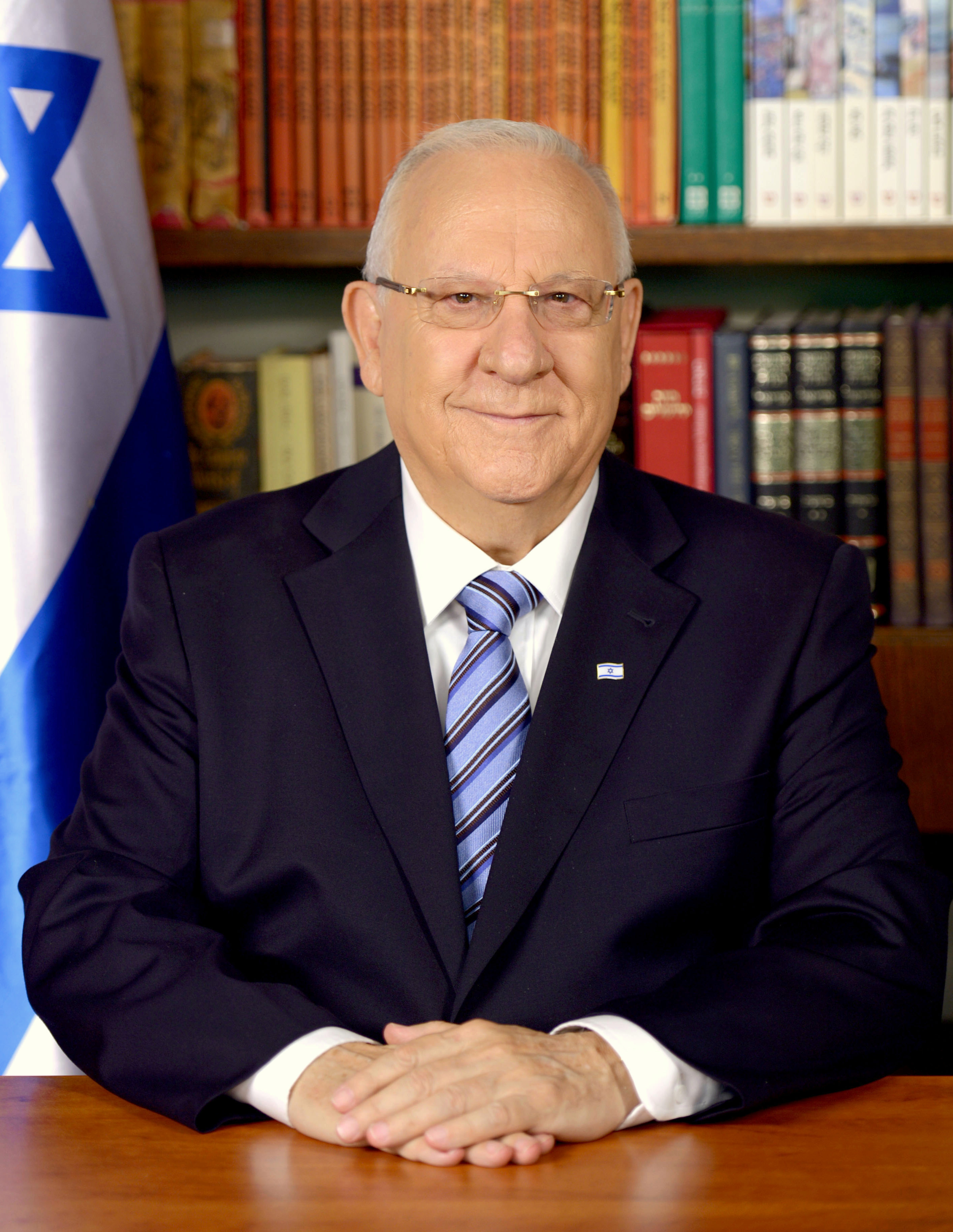
رئیس‌جمهور اسرائیل رووین ریولین

پس از ازدواج در سن ۱۸ سالگی، راویتس شروع به کار پاره وقت به عنوان معلم کرد. با این حال، دستمزدش پایین بود - ۷۰۰ شیکل در ماه - بنابراین وقتی پدرشوهرش، خاخام آبراهام راویتز، رئیس کمیته مالی کنست، به یک دستیار پارلمانی نیاز داشت، برای این کار درخواست داد. سه سال بعد، به دلیل قانون جدیدی که مقامات دولتی را از استخدام اعضای خانواده منع می‌کرد، مجبور شد کار راویتس را ترک کند. او سپس به عنوان دستیار پارلمانی رووین ریولین، یکی دیگر از اعضای کمیته مالی، با حقوق ۴۵۰۰ شیکل در ماه شروع به کار کرد. او در ادامه به عنوان رئیس دفتر او خدمت کرد و بسیاری از مبارزات انتخاباتی او را مدیریت کرد، از جمله مبارزات انتخاباتی موفقیت‌آمیز او برای ریاست کنست در سال‌های ۲۰۰۳ و ۲۰۰۹، و انتخاب او به‌عنوان رئیس‌جمهور اسرائیل در سال ۲۰۱۴، و پس از آن رئیس دفتر وی شد.
او به عنوان رئیس ستاد، راویتز بر کل کارکنان ریولین نظارت می‌کند و تمام جلسات و بازدیدهای دولتی او را چه در اسرائیل و چه در خارج از کشور را برنامه‌ریزی می‌کند. او همچنین هدایایی را که در بازدیدهای دولتی داده می‌شود را انتخاب می‌کند. او بر صدها نامه هفتگی صادر شده از دفتر رئیس‌جمهور نظارت می‌کند، از جمله بسیاری از آنها که به زبان‌های خارجی ترجمه می‌شوند. او ریولین را در بیشتر حضورهایش در رویدادهای محلی و همچنین دیدارهای خارجی با سران کشورها همراهی می‌کند.
راویتز موقعیت پرمخاطب خود را فرصتی برای نشان دادن تعهد مذهبی خود و ساختن کیدوش هاشم (تقدس نام خدا) می‌داند. او لباس صنیوت می‌پوشد و موهایش را با کلاه گیس می‌پوشاند. او با همکاران مرد برادری نمی‌کند و در «روزهای تجمیع کارکنان» شرکت نمی‌کند و از دست دادن در هنگام احوالپرسی با مردان، به‌هنگام هلاخا، خودداری می‌کند. در جریان دیدار ریولین در سال ۲۰۱۵ از واتیکان، عکسی که پاپ فرانسیس را در حال تعظیم به راویتس نشان می‌داد در حالی که او ایستاده بود، منجر به جنجال در رسانه‌ها شد که نشان می‌داد این زن حریدی به دلیل اینکه فرانسیس صلیب بر سر داشت از تعظیم در سلام خودداری کرده‌است. گزارش‌های خبری بعداً روشن کردند که راویتز ابتدا به جای دست دادن به فرانسیس تعظیم کرد و او با تعظیم خود پاسخ داد، زیرا از قبل از حساسیت‌های مذهبی او مطلع شده بود. در سفر با رئیس‌جمهور، او قوانین شبات و کشروت را نیز رعایت می‌کند.
در جریان سفر ریولین به ایالات متحده در اواخر دوره ریاست جمهوری خود، پرزیدنت بایدن با شنیدن اینکه او مادر ۱۲ فرزند است، در مقابل راویتس زانو زد.

## زندگی شخصی
او در سن ۱۸ سالگی با اسحاق راویتز ازدواج کرد که بین سال‌های ۲۰۱۴ تا ۲۰۱۸ معاون شهردار بیتار عیلیت بود. خانواده در اواخر سال ۲۰۱۸ به Kiryat Ye'arim (Telz-Stone) نقل مکان کردند، آنجا شوهرش برای عضویت در شورای محلی انتخاب شد. در ژانویه ۲۰۱۹ در انتخابات ویژه ای که پس از مرگ ناگهانی شهردار قبلی برگزار شد، به عنوان شهردار انتخاب شد. این زوج نه دختر و دو پسر دارند. آنها در خانه کارگر ندارند، هر چند یک نفر چند ساعت در هفته به نظافت منزل کمک می‌کند. ریوکا از شب قبل غذا درست می‌کند و به فرزندانش تکیه می‌کند تا لباس‌های خود را آماده کنند. او در روزهای جمعه، شبات و تعطیلات یهودیان از کار مرخصی می‌گیرد. علیرغم مسیر شغلی غیر سنتی او، برای یک زن حریدی، او و همسرش یک خانواده مذهبی هستند. آنها در خانه به اینترنت دسترسی ندارند و هیچ روزنامه ای اعم از سکولار یا مذهبی نمی‌آورند.